# قصر الصعداء
قصر الصعداء هو قصرٌ تراثيٌّ قديمٌ يقع في محافظة الأفلاج بداخل قرية الغيل والتي تبعد عن بلدة ليلى قرابة 40 كم إلى الشمال الغربي.

## التاريخ
بني القصر على منطقة مرتفعة ويقع في شمال بلدة الغيل، وهو عبارة عن قلعة حصينة بنيت على جبل في وسط البلدة آيلة ملكيتها إلى الآن إلى الخبشة من آل جلال وقد سكنها زعيم القبابنة سعد بن قبان في وقته قبل أكثر من 400 سنة وتوارثها أحفاده إلى وقت قريب ومنهم الملقب بمعشي العوشق وراعي الصعداء سعد الخبيش الذي مدحه الشاعر المعروف محمد بن فراج القرقاح الملقب بشرثان وذلك عندما حل ضيفاً على أهالي الغيل بدعوة من الشيخ حضرم بن شختيل أحد شيوخ القبابنة السهول وفرسانها البارزين والمعروفين في نجد.

## مكونات الموقع
- أساسات من الحجر.
- الحوائط مبنية في صورة مداميك من الحجر والطين
- الأسقف الخشبية مصنوعة من الأثل المغطى بسعف النخيل وطبقة من خليط الطين والتبن.
- المباني مغطاة بطبقة من اللياسة الخارجية خليط من الطين والتبن.
- القصر حالياً غير مستخدم.
- توجد بعض الزخارف والنقوش على حوائط القصر.[2]